# Колірна гама

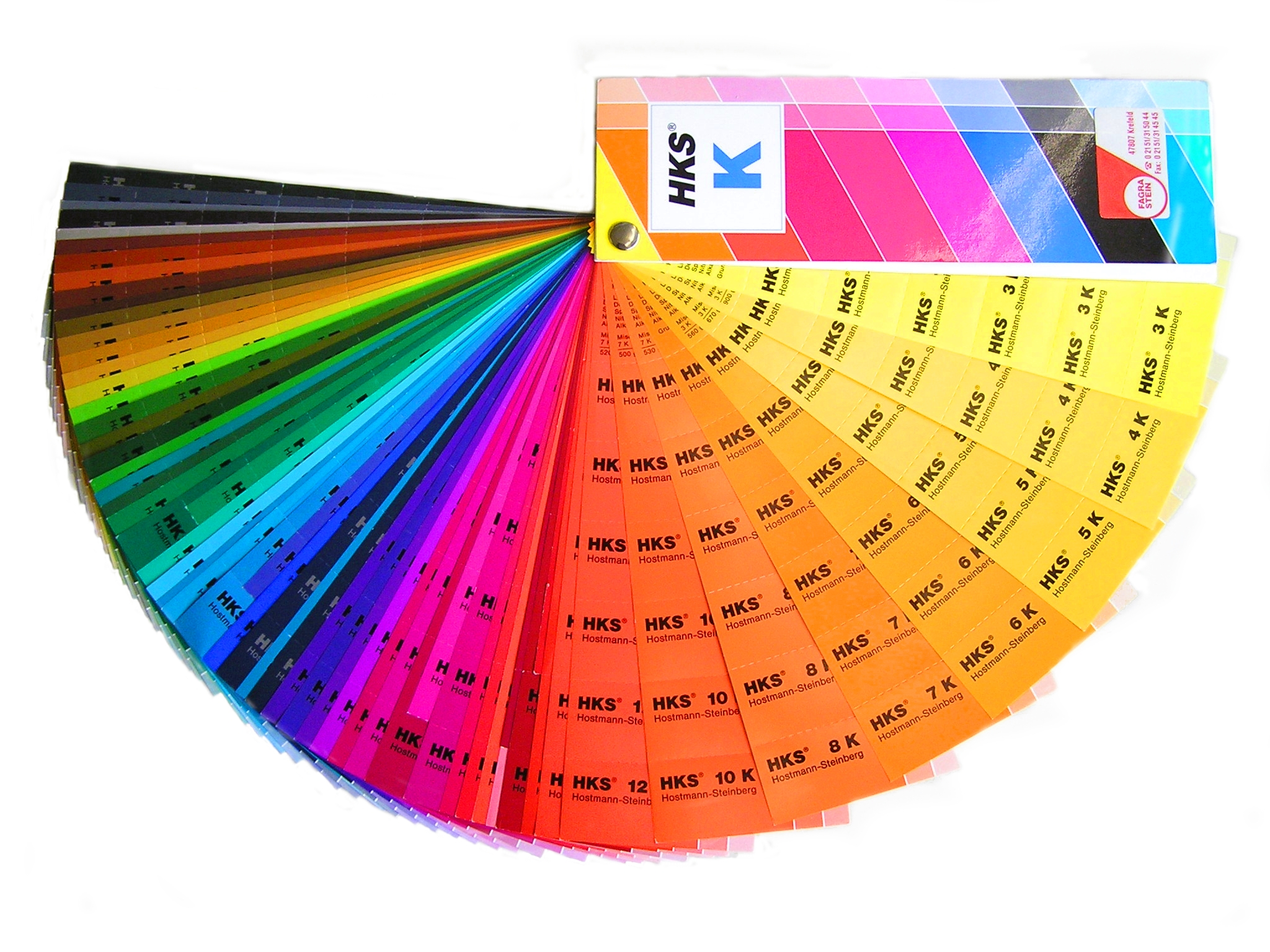

Колірна гама, палітра кольорів, гамут (англ. Gamut) — низка гармонійно взаємопов'язаних відтінків кольору в образотворчому й декоративному мистецтві.

## Термін
Термін гама був прийнятий зі сфери музики, де в середні віки латинська «гама» означала весь діапазон музичних нот, з яких складені музичні мелодії. Вживання терміна Шекспіром у «Приборканні землерийки» іноді приписується автору / музиканту Томасу Морлі. У 1850-х цей термін застосовувався до ряду кольорів або відтінків, наприклад Томас Де Квінсі, який написав: «Порфирій, я чув, проходить через таку велику гаму відтінків, як мармур». У теорії кольорів гама пристрою або процесу — це та частина колірного простору, яку можна представити або відтворити. Як правило, колірна гама визначається в площині насиченості відтінку, оскільки система може виробляти кольори в широкому діапазоні інтенсивності в межах своєї колірної гами. Для субтрактивної колірної системи (наприклад, що використовується в друці) діапазон інтенсивності, доступний у системі, не враховує специфічні для системи властивості. Пристрій, який може відтворювати видимий колірний простір, є нереалізованою метою в області розробки кольорових дисплеїв та процесів друку. Сучасні методи дозволяють дедалі більше наближати, але складність цих систем часто робить їх непрактичними.
У передачі кольору, зокрема й в комп'ютерній графіці та фотографії, гамут, або колірна гамма, є певна підмножина кольорів. Найпоширеніше використання належить до підгрупи кольорів, які можуть бути точно представлені, наприклад, в межах заданого колірного простору або на певному пристрої виводу. Інший зміст, рідше, але не менш правильно, стосується повних наборів кольорів, наявних у зображенні в цей момент часу. У цьому контексті оцифровки фотографії, перетворення оцифрованого зображення в інший колірний простір, або виведення його в цьому середовищі з використанням певного пристрою виводу зазвичай змінює свою гаму, в тому сенсі, що деякі кольори в оригіналі губляться в процесі відтворення.

## Гама колірного простору

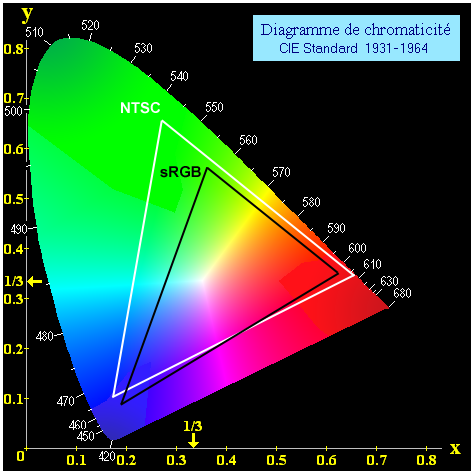

Доступна гама залежить від яскравості; тому повна гама повинна бути представлена у тривимірному просторі. Гама колірного простору залежить як від точних властивостей барвників, так і від джерела світла. На практиці завдяки тому, як друковані кольори взаємодіють між собою та папером, а також завдяки їх неідеальним спектрам поглинання, гама менша і має закруглені кути. Гама сітловідбивальних кольорів у природі має подібну, хоча і більш округлу форму. Об'єкт, який відображає лише вузьку смугу довжин хвиль, матиме колір, близький до краю діаграми CIE, але водночас матиме дуже низьку світність. При більшій освітленості доступна область стає все меншою і меншою, аж до однієї точки білого, де всі довжини хвиль відображаються рівно на 100 відсотків; точні координати білого визначаються кольором джерела світла.

## Дослідження
На початку 20 століття промислові вимоги до керованого способу опису кольорів та нова можливість вимірювання світлових спектрів започаткували інтенсивні дослідження математичних описів кольорів.
Ідею оптимальних кольорів ввів балтійський хімік Вільгельм Оствальд. Ервін Шредінгер показав у своїй статті 1919 р. «Теорія пігментів з найвищою світністю», що найбільш насичені кольори, які можна створити із заданою сумарною відбивною здатністю, генеруються поверхнями, що мають або нульове, або повне відбиття на будь-якій заданій довжині хвилі, а спектр відбивної здатності повинен мати не більше двох переходів між нулем та повним.
Таким чином, можливі два типи «оптимального колірного» спектру: або перехід переходить від нуля на обох кінцях спектра до одного посередині, або йде від одного на кінцях до нуля в середній. Перший тип виробляє кольори, подібні до спектральних кольорів і приблизно відповідає підковоподібній частині діаграми колірності, але, як правило, менш насичені. Другий тип виробляє кольори, подібні (але загалом менш насичені, ніж кольори на прямій лінії), що призводить до пурпуровоподібних кольорів. Роботи Шредінгера далі розвивали Девід Мак Адам і Зиґфрід Реш. Мак Адам був першим, хто розрахував точні координати вибраних точок на межі оптимального кольорового твердого тіла в колірному просторі для рівнів освітленості від Y = 10 до 95 з кроком по 10 одиниць. Це дозволило йому намалювати оптимальний колір твердої речовини з прийнятним ступенем точності. Через його досягнення межа оптимального твердого тіла називається межею Макадама.
На сучасних комп'ютерах можна з великою точністю за лічені секунди або хвилини розрахувати оптимальний колір твердої речовини. Обмеження Макадама, на якому перебувають найбільш насичені кольори, показує, що кольори, близькі до одноколірних, можуть бути досягнуті лише при дуже низьких рівнях яскравості, за винятком жовтого, оскільки суміш довжин хвиль від довгої прямої — лінійна частина спектрального локусу між зеленим і червоним буде поєднуватися, щоб зробити колір дуже близьким до однотонного жовтого.